# Nexen Tire
 (avril 2025).
Nexen Tire Corporation (coréen : 넥센타이어) est un fabricant de pneumatiques dont le siège se trouve à Yangsan, dans la province de Gyeongsang du Sud, et à Séoul, en Corée du Sud. Il a été créé en 1942 sous le nom de Heung-A Tire Company.
En 1985, Nexen a consacré une installation à Yangsan, en Corée, à la production de pneus radiaux.
En 2000, la société a changé de nom, passant de Woosung Tire à Nexen Tire Corporation. Cette même année, Nexen Tire a été cotée sur le marché à terme de l'indice Kospi 200.
En 2005, Nexen Tire a obtenu un brevet pour la technologie de fabrication de pneus nano-composites caoutchouc/silicate stratifié. En 2006, la société a achevé le développement du nouveau modèle UHP et Winter LTR/SUV. Pour répondre à la demande croissante, la société a ouvert une usine de fabrication à Qingdao, en Chine, en 2007. La part de marché nationale de Nexen est passée de 8 % à 20 %, avec des ventes annuelles dépassant les 600 millions de dollars. La société emploie plus de 2 000 personnes et exporte actuellement vers 120 pays. Ses principaux concurrents coréens sont Hankook et Kumho.
Le nom de l'entreprise, mot-valise de next et century, est reflété dans son slogan marketing, « Next Century Tire » (pneu du prochain siècle). 

## Sponsoring
Nexen est sponsor du Manchester City Football Club depuis 2015. Nexen est devenu le premier sponsor manche de Manchester City en 2017. Le sponsoring des manches a été étendu au kit d'entraînement des hommes, au kit du Manchester City Women's Football Club pour toutes les compétitions nationales et au kit Manchester City Esports en 2020.
Fredric Aasbø a été un concurrent sponsorisé par Nexen en Formule D, terminant deuxième en 2016, 2017, 2018 et 2019. Parmi les autres pilotes Nexen notables, citons Ken Gushi (2016-2017, 2021-2023), Tanner Foust (2016), Chris Forsberg (2018-2020), Trenton Beechum (2017-présent) et Ryan Tuerck (2018). 